# Тридцята династія єгипетських фараонів

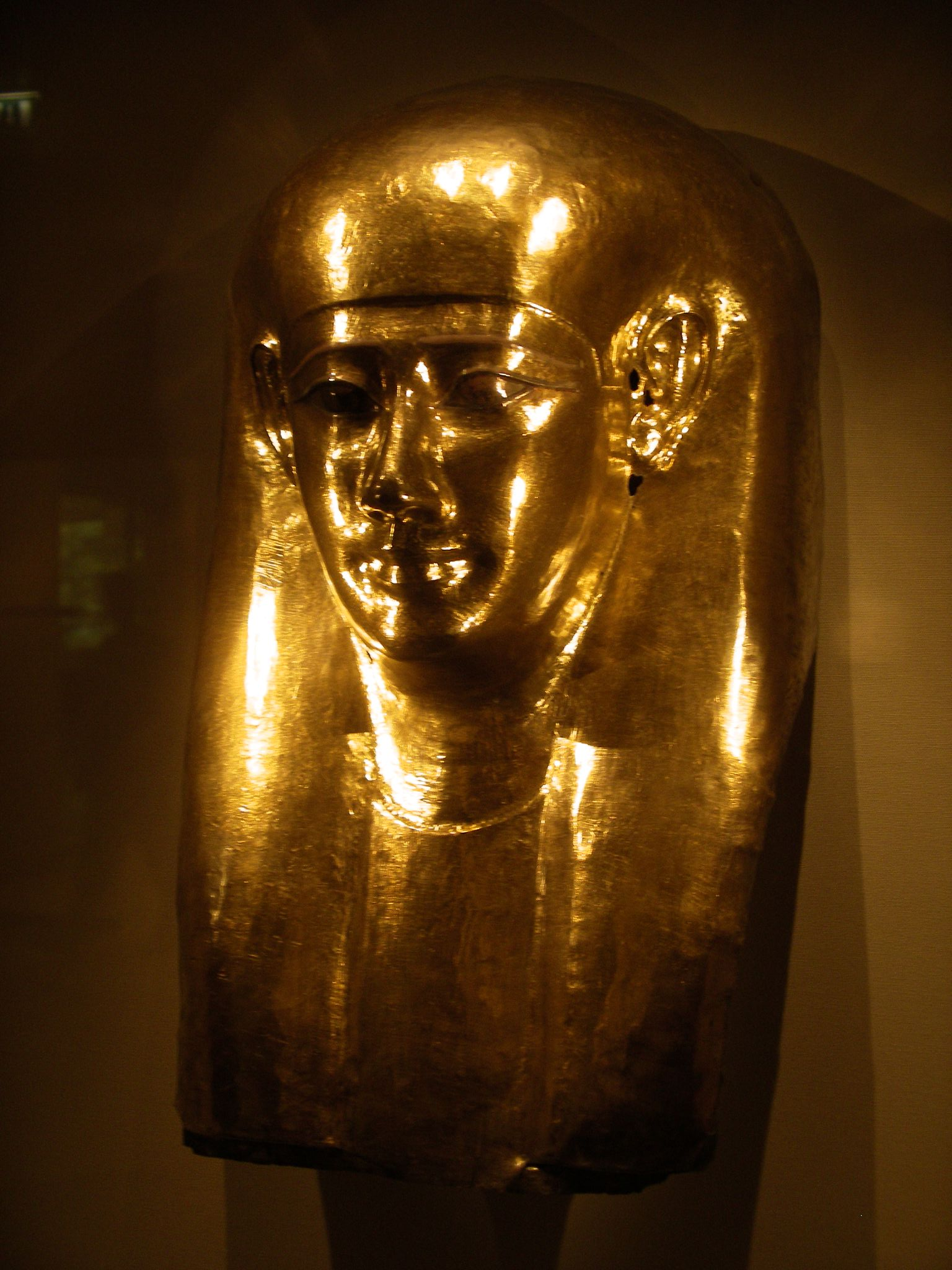
Поховальна маска часів XXX династії

Тридцята династія Стародавнього Єгипту — остання з династій давньоєгипетських фараонів місцевого походження. Також називається Себеннітською й належить до Пізнього царства. Була перервана другим завоюванням Єгипту Перською імперією.

## Хронологія
- 380–343 до н. е. (37 років) — за Е. Бікерманом[2]
- 380–342 до н. е. (38 років) — за Ю. фон Бекератом[3]
- 380–343 до н. е. (37 років) — за Е. Горнунґом, Р. Крауссом і Д. Ворбертоном[4]

## Історія
Нектанеб I, перший фараон XXX династії, походив з Себенніта. Він зайняв престол 380 до н. е., поваливши Неферіта II, та зробив рідне місто своєю резиденцією. Майже весь час царювання Нектанеб провів, опираючись повторному завоюванню країни Ахеменідами, іноді отримуючи допомогу від Спарти чи Афін. У той період Єгипет пережив значний господарський розквіт, від якого збереглось багато пам'ятників мистецтва, що свідчать про повернення до старих традицій, які існували до захоплення країни персами. Сліди будівельної та художньої діяльності фараона розкидані усім Єгиптом.
У 365 до н. е. Нектанеб проголосив свого сина Тахоса своїм співправителем і спадкоємцем. Після смерті батька Тахос вирішив перейти у наступ і вторгся до підконтрольних персам Сирії та Палестини, які були готові виступити проти Артаксеркса II. Тахос успішно вів ту війну, але тоді у Єгипті спалахнуло повстання, спричинене непомірним збільшенням податків, на чолі якого стояв брат фараона. В результаті керівник повстання 360 до н. е. домігся проголошення фараоном під іменем Нектанеба II свого сина, племінника Тахоса. Попередній фараон, якого всі залишили, утік до перського царя до Суз, де прожив останні роки свого життя.
Правління останнього фараона династії пройшло на тлі безперервних спроб перського царя відновити контроль над Єгиптом. Перші десять років правління Нектанеба II цього вдавалось уникати, оскільки Артаксеркс III був зайнятий зміцненням своєї влади. 351 до н. е. перси спробували підкорити Єгипет, але після року військових дій їм довелось відступити. Нове вторгнення відбулось 343 до н. е., в результаті чого Єгипет було знову завойовано, а Нектанеб II утік до Нубії.. Зі свого притулку він продовжував контролювати Верхній Єгипет. На 18-му році царювання (341 до н. е.) його все ще вважали фараоном в Едфу.
Нектанеб II вважається останнім «корінним» фараоном Єгипту.

## Фараони
| Ім'я           | Ім'я               | Грецькомовні імена за античними авторами, які цитують «Єгиптиаку» Манефона |
| 1. Нектанеб I  | (380—362 до н. е.) | Нектанебос                                                                 |
| 2. Тахос       | (362—360 до н. е.) | Теос, Таос, Тамус                                                          |
| 3. Нектанеб II | (360—342 до н. е.) | Нектанебос                                                                 |

|            |                   |             |
| Нектанеб I | Стела Нектанеба I | Нектанеб II |